# Tabellenführer
Der Tabellenführer (auch Spitzenreiter) ist diejenige Person oder Gemeinschaft, die hauptsächlich im Sport oder Spiel, aber auch in der Wirtschaft, an erster Stelle einer Ergebnistabelle steht. Diese Tabellen werden nach bestimmten Regeln erstellt, wenn mehrere Wettbewerbe oder Spiele (z. B. nach einem Punktesystem) ausgetragen werden, um so den zwischenzeitlichen oder den gesamten Wettbewerbs- oder Spielstand zu dokumentieren und zu veröffentlichen.